# 库班-新罗西斯克行动
库班-新罗西斯克行动（1920年3月3日至27日）是俄国内战期间红军高加索方面军部队的军事行动。此次行动的目的是消灭西北部高加索地区的南俄罗斯武装部队的残余力量。是北高加索行动的一部分。在这次行动中，红军部队深入350公里，击败了邓尼金部队的主力，占领了库班和斯塔夫罗波尔的大部分地区